# Cozumel
Cozumel é uma ilha localizada no mar das Caraíbas, pertencente à província de Quintana Roo, no México. É a terceira maior ilha do país e um dos destinos turisticos mais visitados do Caribe mexicano, famosa por suas águas cristalinas e recifes de coral. Situada a costa leste da Península de Yucatán e ao sul de Cancún, Cozumel atrai turistas de todo o mundo para atividades como mergulho e turismo ecológico.
Habitada originalmente por povos maias, a ilha foi um importante centro de comércio e peregrinação religiosa à deusa Ixchel. Durante a colonização espanhola, foi ponto estratégico para exploradores e sofreu com doenças e conflitos. 

## Geografia
Cozumel está localizada na Caraiba Mexicana, 20 km a leste da costa oriental da Península de Iucatã e 60 km a sul de Cancún. Com 48 km de norte a sul e 16 km de leste a oeste, Cozumel é a terceira maior ilha do México, ficando atrás apenas da Isla Tiburón, no estado de Sonora, e da Isla Angel de la Guarda, na Baja Califórnia, respectivamente. A ilha Cozumel possui uma área de 647,33 km².
A principal atividade econômica da ilha é o turismo, marcado por uma indústria hoteleira desenvolvida  e possui um aeroporto internacional. Além de ser coberta por um extenso bosque e um local de pesca abundante.
Cozumel é uma ilha plana composta de rocha vulcânica porosa. A elevação natural mais importante da ilha é inferior a 100 metros. Os cenotes, formados pela infiltração de água através da rocha há milhares de anos, podem ser explorados por atividades como a natação ou mergulho, nas quais se pode apreciar diversas espécies marinhas.

## História

### Período Pré-Colombiano
Os primeiros habitantes da ilha de Cozumel chegaram por volta do século II a.C., constituindo grupos seminômades dedicados à pesca e caça. 
No século III d.C., uma nova onda de migração trouxe os maias da região de Petén, na Guatemala, ao sul da Península de Iucatã. Esses novos habitantes, sedentários e agrícolas, deixaram vestígios arqueológicos locais como Santa Rita e parte de San Gervasio. 

A partir do século VIII, durante a época clássica maia tardia, grupos étnicos Chontal e Putún, oriundos de Tabasco e do sul do estado de Campeche chegaram à ilha. Cozumel se tornou um importante ponto de comércio e peregrinação, com destaque à deusa Ixchel, associada à lua, fertilidade e nascimento. A devoção a Ixchel fez de Cozumel um local de peregrinação dentro do mundo maia.

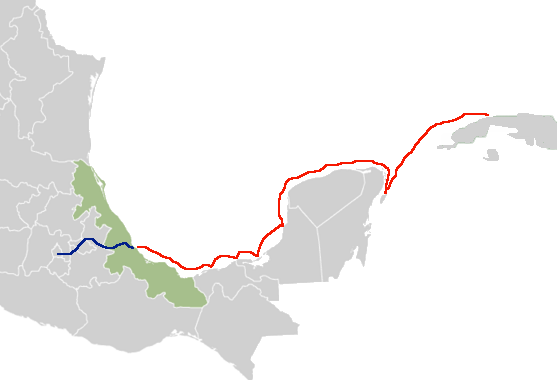
Rota de Cortés na conquista do México.

### Conquista Espanhola
Em 3 de maio de 1518, o explorador espanhol Juan de Grijalva invadiu a ilha, à qual chamou Santa Cruz de la Puerta America. Dias depois, ele oficializou a primeira missa católica no México, nas praias de Cozumel. No ano seguinte, em fevereiro de 1519, Hernán Cortés iniciou o processo de colonização do México ao desembarcar em Cozumel, onde recrutou o náufrago Geronimo de Aguilar, um dos primeiros artistas (Maya-castelhano) no serviço do colonizador. Outro náufrago, Gonzalo Guerrero, se recusou a voltar. Depois de oito anos, se adaptou aos costumes maias, se casou com uma dama e teve três crianças. Por isso, é considerado o pai da mestiçagem no México.
Em 1525, Francisco de Montejo, um dos capitães que acompanharam Cortez 9 anos antes, pediu autorização ao rei da Espanha para conquistar e desenvolver a ilha de Cozumel. Ele chegou em Cozumel no dia 29 de setembro de 1527, dando-lhe o nome cristão de San Miguel de Xamancab. Quando os espanhóis já estavam familiarizados com a costa do Golfo do México, perceberam terem de parar na ilha, definindo-a como um porto de escala para os navios espanhóis. Ao mesmo tempo, como efeito imediato da conquista, o comércio maia foi anulado e a adoração da deusa Ixchel foi abolida. Sem poder contar com sua principal atividade econômica, os maias foram forçados a depender exclusivamente da agricultura para sua sobrevivência.
Durante os tempos coloniais a ilha ficou praticamente desabitada por conta de vários fatores, como o flagelo causado por doenças trazidas pelos espanhóis, a exploração que os maias sofreram, o colapso da economia maia, de sua organização social e até mesmo de sua religião e costumes. 
A ilha também foi muitas vezes refúgio para piratas no Caribe. Eles não tinham uma base permanente em Cozumel, mas ocasionalmente se fixavam para obter água e comida fresca e reparar os seus navios. Em 1571, esses ladrões do mar foram capturados na ilha principal do chefe Pierre Sanfroy e nove de seus colegas depois de uma batalha entre as forças espanholas e corsários franceses. Foram transferidos para Mérida, julgados, condenados e executados pelo Tribunal de Justiça da Santa Inquisição. 

Vários piratas usaram Cozumel como uma base de operações no século XVII, incluindo os famosos Henry Morgan e Jean Lafitte. Piratas oriundos da Inglaterra e Holanda iam à Cozumel para capturar indígenas e espanhóis como escravos.

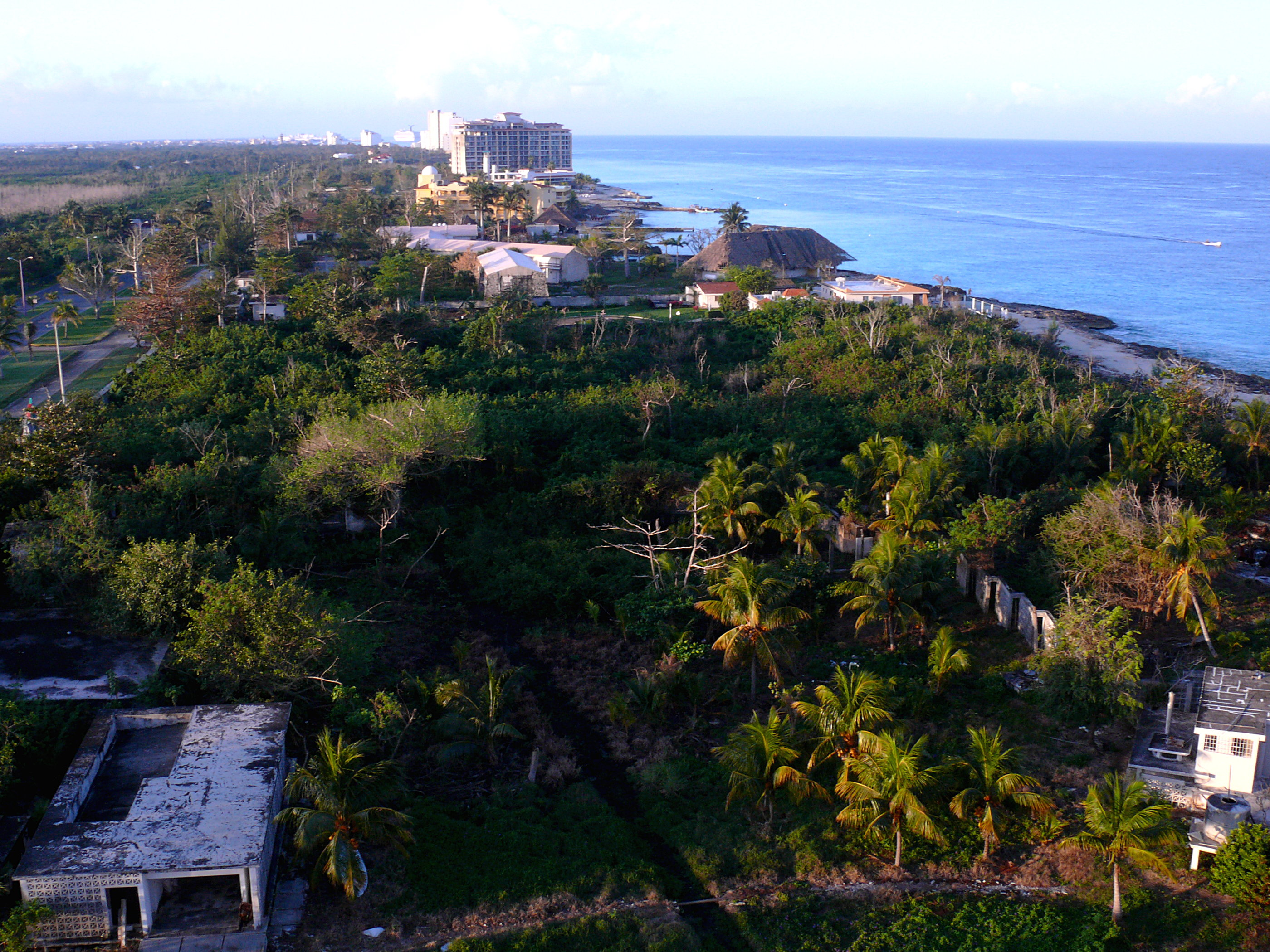
Vista do sul de San Miguel de Cozumel.

### Século XIX e Guerra de Castas
Um movimento social dos maias do sul e oriente de Iucatã tiveram conflitos contra a população de brancos descendentes de europeus (crioulos e mestiços) que estava estabelecida na proporção ocidental da península de Iucutâ e mantinha o controle político e econômico local.
Isso em meados do século XIX, em 1847, e logo após essa luta indígena na península, conhecida como Guerra de Castas (1847 - 1901), começa um processo de reassentamento com chegada de famílias de Valladolid, Saban Tihosuco e Chemax, no estado de Iucatã. Essas famílias fundaram as cidades de El Cedral, ao sul da ilha, e Cozumel, na costa noroeste.
O desenvolvimento agrícola e comercial baseado no aproveitamento de frutas, cânhamo, goma e copra foi capaz de consolidar estas aldeias. 

### Era Contemporânea
No século XX, e sobretudo depois da Segunda Guerra Mundial, o desenvolvimento de estradas e infraestrutura de serviços abriu a possibilidade de desenvolvimento do turismo, atividade que, até a presente data, é a base da economia local. Atraídos pelas águas cristalinas, amantes de mergulho chegaram à ilha e voltaram para casa com histórias de magníficas vistas subaquáticas. Jacques Cousteau relatou a riqueza do coral que circunda a ilha em 1960, fazendo com que entusiastas submarinos tomassem conhecimento da existência de Cozumel.
O mergulho e as docas de Cozumel tornaram-se conhecidos internacionalmente, colocando a ilha no topo do ranking mundial como chegada de cruzeiro. Também é o primeiro destino turístico do artesanato, como no México. É muito procurada por mergulhadores devido as suas águas claras e quentes e a grande concentração de vida marinha, possuindo uma das maiores formações de coral do mundo (ao sul da ilha, em direção a Belize, fica a segunda maior barreira de corais do mundo, depois da australiana).

## Clima
Devido a sua localização próxima a linha do equador, Cozumel tem clima tropical, com variações mínimas e tempestades tropicais. Sua temperatura média anual é de 30 °C. 
| Dados climatológicos para Cozumel | Dados climatológicos para Cozumel | Dados climatológicos para Cozumel | Dados climatológicos para Cozumel | Dados climatológicos para Cozumel | Dados climatológicos para Cozumel | Dados climatológicos para Cozumel | Dados climatológicos para Cozumel | Dados climatológicos para Cozumel | Dados climatológicos para Cozumel | Dados climatológicos para Cozumel | Dados climatológicos para Cozumel | Dados climatológicos para Cozumel | Dados climatológicos para Cozumel |
| Mês                               | Jan                               | Fev                               | Mar                               | Abr                               | Mai                               | Jun                               | Jul                               | Ago                               | Set                               | Out                               | Nov                               | Dez                               | Ano                               |
| --------------------------------- | --------------------------------- | --------------------------------- | --------------------------------- | --------------------------------- | --------------------------------- | --------------------------------- | --------------------------------- | --------------------------------- | --------------------------------- | --------------------------------- | --------------------------------- | --------------------------------- | --------------------------------- |
| Temperatura máxima recorde (°C)   | 36                                | 31                                | 31                                | 35                                | 35                                | 34                                | 35                                | 35                                | 36                                | 36                                | 31                                | 31                                | 36                                |
| Temperatura máxima média (°C)     | 29                                | 27                                | 28                                | 30                                | 30                                | 30                                | 30                                | 31                                | 30                                | 30                                | 28                                | 27                                | 29                                |
| Temperatura mínima média (°C)     | 20                                | 20                                | 20                                | 22                                | 22                                | 23                                | 23                                | 23                                | 23                                | 22                                | 21                                | 20                                | 21                                |
| Temperatura mínima recorde (°C)   | 6                                 | 6                                 | 7                                 | 8                                 | 11                                | 18                                | 17                                | 15                                | 16                                | 13                                | 13                                | 6                                 | 6                                 |
| Precipitação (mm)                 | 9                                 | 12                                | 5                                 | 17                                | 20                                | 37                                | 14                                | 12                                | 36                                | 9                                 | 8                                 | 6                                 | 190                               |
| Fonte: Weatherbase 26/03/2010     |                                   |                                   |                                   |                                   |                                   |                                   |                                   |                                   |                                   |                                   |                                   |                                   |                                   |

## População
De acordo com dados do Censo da População e Habitação em 2005, o município tinha 73.193 habitantes permanentes, dos quais 71.401 viviam na sede do município, chamada San Miguel de Cozumel. Os demais habitantes situavam-se em outras 134 cidades com populações entre 1 e 282 habitantes, a mais notável das pequenas cidades, é El Cedral.
Dados do início de 2008 indicam que a ilha é habitada por cerca de 89.000 pessoas, mas não se sabe em detalhes quantas vivem na cidade permanentemente.

Praia de Punta Morena ao oriente da ilha de Cozumel.

## Economia
Cozumel não tem indústrias, de modo que depende do turismo para se desenvolver. Alimentos e produtos manufaturados são enviados do continente para a ilha.
A ilha permanece como um destino turístico, principalmente por conta do mergulho.

## Turismo
Ao longo da costa da ilha encontram-se praias de areia branca e mar azul-turquesa. Áreas como Playa Norte e a Zona Sul têm uma série de resorts. 
Um importante ponto turístico é a Laguna de Chankanab, localizada a sul da cidade. Esse corpo de água é abastecido por um túnel subterrâneo ligado ao mar e pode ser visto como um aquário natural.

## Esporte
Desde 2009, a ilha de Cozumel abriga uma etapa do circuito Ironman Triathlon. Cerca de 2.200 atletas disputam as 50 vagas para o campeonato mundial, realizado em outubro, no Havaí. A prova, como é comum no circuito Ironman, atrai atletas de diversos países.
A peculiaridade é que, por ser realizada depois do campeonato mundial, as vagas conquistadas em Cozumel valem para o ano seguinte. A edição original qualificou 50 atletas que competiram em 2010 (site da prova: http://www.ironmancozumel.com/).
Embora o percurso seja praticamente plano, a dificuldade da prova deriva do extremo calor e dos fortes ventos laterais na fase do ciclismo. A largada para a natação ocorre na água em apenas uma volta de 3.800 metros. Em todas edições até hoje, a roupa de borracha foi proibida por conta da temperatura quente da água. A etapa do ciclismo é realizada em 3 voltas, assim como a corrida.
Outra peculiaridade da prova é que a T1 (transição da natação para o ciclismo) e a T2 (transição do ciclismo para a corrida) ocorrem em lugares diferentes.